# Ryszard Wołoszyński
Ryszard Wacław Wołoszyński, jako autor książek Ryszard W. Wołoszyński (ur. 11 sierpnia 1930 w Katowicach, zm. 11 kwietnia 2009 w Warszawie) – polski historyk wychowania, historyk nauki, pedagog, specjalista w zakresie stosunków polsko-rosyjskich i oświaty doby Komisji Edukacji Narodowej, profesor doktor habilitowany nauk humanistycznych. 

## Życiorys
Syn Jerzego Wołoszyńskiego, lekarza weterynarii, i Stefanii z domu Gibko, farmaceutki. W 1938, po śmierci ojca, zamieszkał wraz z matką w Warszawie. Absolwent VI Liceum Ogólnokształcącego im. Tadeusza Reytana w Warszawie (1950, uczeń historyka Wiesława Żurawskiego) i studiów historycznych na Uniwersytecie Warszawskim (1955, praca magisterska Poglądy społeczne i polityczne Sebastiana Petrycego z Pilzna). W 1961 uzyskał stopień naukowy doktora nauk humanistycznych na Wydziale Historycznym Uniwersytetu Warszawskiego na podstawie rozprawy Polska w opiniach Francuzów XVIII wieku. Rulhière i jego współcześni (promotor Janusz Woliński), a w 1972 habilitował się w Zakładzie Historii Nauki i Techniki Polskiej Akademii Nauk na podstawie monografii Polsko-rosyjskie związki w naukach społecznych 1801–1830. 22 stycznia 2002 otrzymał tytuł profesora nauk humanistycznych.
Początkowo pracował w Wyższej Szkole Pedagogicznej w Warszawie, w Wojskowej Akademii Politycznej (1957–1958, wykłady z historii powszechnej) i w Archiwum Polskiej Akademii Nauk (1955–1972), a od początku lat 70. w Instytucie Kształcenia Nauczycieli, w którym w latach 1981–1990 pełnił funkcję zastępcy dyrektora ds. spraw naukowo-badawczych. W latach 1974–1980 prowadził wykłady i seminaria w Instytucie Historycznym UW. Od 1984 pracował również w kieleckiej Wyższej Szkole Pedagogicznej im. Jana Kochanowskiego (w Wydziale Zamiejscowym w Piotrkowie Trybunalskim) i w 1991 uzyskał na tej uczelni stanowisko profesora nadzwyczajnego. Od 1995 redaktor naczelny „Biuletynu Archiwum PAN”, w latach 1993–2009 przewodniczący Rady Naukowej Archiwum PAN. W latach 2000–2007 był profesorem Górnośląskiej Wyższej Szkoły Pedagogicznej im. Kardynała Augusta Hlonda w Mysłowicach.
Członek Polskiego Towarzystwa Historycznego, Związku Nauczycielstwa Polskiego, Towarzystwa Przyjaciół Warszawy i Towarzystwa Historii Edukacji. W 2001 Instytut Historii Akademii Świętokrzyskiej im. Jana Kochanowskiego w Kielcach (Filia w Piotrkowie Trybunalskim) opublikował książkę Z badań nad historią, oświatą i kulturą: studia ofiarowane Ryszardowi W. Wołoszyńskiemu w siedemdziesiątą rocznicę urodzin i czterdziestą piątą pracy naukowej (Piotrków Trybunalski 2001, ISBN 83-87050-73-3).
Był trzykrotnie żonaty: z lekarką Danutą Imalską, po jej śmierci z Hanną Dymnicką, archiwistką z Archiwum PAN w Warszawie, a następnie z Wiesławą Gal. Z pierwszego małżeństwa miał dwoje dzieci: córkę Annę (ur. 1957) i syna Witolda (ur. 1961). W 2009 żona, Wiesława Gal-Wołoszyńska, przekazała materiały męża z lat 1914–2009 jako dar dla Archiwum PAN, gdzie otrzymały sygnaturę III-420 (1,50 m.b., 100 jednostek archiwalnych uzupełnionych 10 aneksami do jednostek zbiorczych, korespondencji i załączników).
Został pochowany na cmentarzu ewangelicko-augsburskim przy ul. Młynarskiej w Warszawie.

## Publikacje książkowe
- Polska w opiniach Francuzów XVIII w. Rulhière i jego współcześni, Warszawa 1964, OCLC 69281747
- Pokolenia oświeconych: szkice z dziejów kultury polskiej XVIII w., Warszawa 1967, OCLC 831225250
- Komisja Edukacji Narodowej 1773–1774, Warszawa 1973, OCLC 830710890 (wraz z Andrzejem Woltanowskim)
- Polsko-rosyjskie związki w naukach społecznych 1801–1830, Warszawa 1974, OCLC 751213075
- Polacy w Rosji 1801–1830, Warszawa 1984, ISBN 83-05-11269-1
- Między tradycją a reformą. Nauczyciele w Polsce XVIII wieku, Piotrków Trybunalski 2000, ISBN 83-87050-40-7

## Odznaczenia i wyróżnienia
- Krzyż Kawalerski Orderu Odrodzenia Polski[3]
- Złoty Krzyż Zasługi[3]
- Medal Komisji Edukacji Narodowej[3]
- Medal 40-lecia Polski Ludowej[4]
- Medal Za Zasługi dla Archiwistyki[3]
- Medal Za Zasługi dla Piotrkowa Trybunalskiego[4]
- Medal Andrzeja Frycza Modrzewskiego 1503–1572 („za szczególne osiągnięcia w działalności na rzecz rozwoju byłego województwa piotrkowskiego”)[3]
- Medal „Stulecie Polskiego Towarzystwa Historycznego 1886–1986”[4]
- Nagrody Ministra Oświaty i Wychowania (1976, 1980, 1983, 1986) oraz Ministra Edukacji Narodowej (1989)[4] I stopnia (zespołowo), II i III stopnia[3]